# Adolphson & Falk
Adolphson & Falk, är en svensk musikgrupp med Tomas Adolphson (musik, sång) och Anders Falk (text, musik, sång) som huvudmedlemmar. 
Efter att ha träffats under värnplikten på FRA 1968 började Tomas Adolphson och Anders Falk samarbeta musikaliskt. Duon släppte under sjuttiotalet ett par singlar och LP:n Nattexpressen samt medverkade i Melodifestivalen 1979 med bidraget "Tillsammans". Gruppens stora genomslag kom i radioprogrammet Eldorado hösten 1981 med singeln "Blinkar blå" som ett år senare följdes av LP:n Med rymden i blodet. Gruppen fick även en hit med julsången "Mer jul" 1984, vars ursprungsversion även den sändes i radioprogrammet Eldorado 1981. I Mer jul hörs bland annat ljud från Kalle Anka och hans vänner önskar God Jul i bakgrunden. Av stor betydelse för gruppens framgångsrika elektroniska sound var Greg FitzPatrick (klaviatur) och Dagge Lundquist (mixning), vilka båda kan betraktas som medlemmar av gruppen, samt deras producent Lars-Göran "LG" Nilsson.

## Historik

### 1960-talet
Thomas Adolphson och Anders Falk växte båda upp i Uppsala men träffades först 1968 under värnplikten i Stockholm. De hade ett gemensamt intresse för musik och började skriva och spela låtar med akustiska gitarrer, gemensam sång och texter på engelska. Efter ett år hade de åstadkommit ett demoband med 14 egna låtar.

### 1970-talet
1970 gjorde duon en provinspelning för Anders Burman på Metronome Records som uppmanade dem att övergå till svenska texter. Under första halvan av 1970-talet blev de anlitade som låtskrivare åt andra artister, bland andra Barbro Hörberg. 1973 kom den första egna singeln "För ung för att förstå". 1977 fick de LP-kontrakt och gav året därpå ut debutalbumet Nattexpressen, men utan någon framgång. 1979 medverkade de som Tomas & Anders i Melodifestivalen 1979 med låten "Tillsammans".

### 1980-talet
I början av 1980-talet hamnade Adolphson & Falk:s hemmainspelade demos som skickats till Sveriges radio hos redaktionen för radioprogrammet Eldorado som fick upp ögonen för duon. Adolphson & Falk blev något av ett husband i Eldorado med flera specialskrivna låtar. Radioproducenten Lars-Göran Nilsson sammanförde Adolphson & Falk med Greg FitzPatrick som skapade duons syntsound. I november 1981 spelade de in "Blinkar blå" i Sveriges radios studio som gavs ut som singel (på blå vinyl) och blev duons genombrott. I samma veva föreslog Kjell Alinge att de skulle spela in en jullåt, vilket resulterade i "Mer jul" som året därpå gavs ut på samlings-LP:n Stjärnornas musik".
Tillsammans med Greg FitzPatrick spelade Adolphson & Falk in LP:n Med rymden i blodet. Texterna på Med rymden i blodet (1982), kretsar i stor utsträckning kring radioteknik, astronomi och människans samhörighet med kosmos. Albumet From here to eternity (1983) var en engelsk version av Med rymden i blodet. Låten Waves in the air (Bärande våg) användes som signaturmelodi för programmet Sweden Calling DX-ers på Radio Sweden International, Sveriges Radios utlandsprogram på kortvåg.
Samarbetet med FitzPatrick fortsatte på LP:n Över tid och rum 1984. Samma år utgavs en ny version av "Mer jul" som singel med röd vinyl. Adolphson & Falk hördes även fortsatt med specialskrivna låtar i Sveriges radio, nu i fredagsunderhållningen Metropol som man skrev den återkommande signaturmelodin till. Våren 1985 följde en turné med 19 spelningar och en ny singel. 1986 gav Adolpshon & Falk ut albumet I nattens lugn och fick  en hit med låten "Ifrån" som nådde första plats på Trackslistan.
Adolphson & Falk gjorde ytterligare ett album med Greg FitzPatrick, Det svåra valet (1987), ett konceptalbum och en av de första datorprogrammerade musikproduktionerna som tog åtta månader att spela in. Detta blev det sista albumet i konstellationen med FitzPatrick. Man summerade det framgångsrika 1980-talet med samlingsskivan AF 81-87.

### 1990-talet
Med åren har det tekniskt/naturvetenskapliga temat tonats ner till förmån för vardagsnära betraktelser över människans tillvaro. 
1990 utgavs albumet Indigo där det tidigare syntsoundet ersattes med ett mer tradionellt sound. Efter det tappade Tomas Adolphson motivationen för att fortsätta. Anders Falk återupptog samarbetet med Greg FitzPatrick och gav ut ett album som soloprojektet "& Falk". Under den senare delen av 1990-talet återförenades Adolphson & Falk för att skriva nya låtar.

### 2000-talet
I början av 2000-talet började Adolphson & Falk göra musik i mer avskalad akustisk stil. Från 2004 har de framträtt som trio med Magnus "Mankan" Marcks på kontrabas och senare även som kvartett med Hans Loelv på piano och dragspel. 2006 släpptes albumet Vidare med akustiska versioner av deras 80-talshits, vilket följdes av en konsertturné.

### 2010-talet
2010 släpptes 101010, en box med Adolphson & Falk:s samtliga 1980-talsinspelningar. 2013 utgavs Ännu vidare med fler akustiska inpelningar. 2015 kom albumet Vintertivoli med tio nyskrivna låtar.
2018 var det 50 år sedan Anders Falk och Tomas Adolphsson började spela ihop. Detta firade de med en jubileumsturne som startade den 28 November i Karlstad och besökte tolv olika städer. Förutom Tomas, Anders och de musiker om de vanligtvis spelar med när de gör sina akustiska konserter så var syntkungen Greg FitzPatrick med på scenen. Det blev en sammanfattning av sina 50-år där de blandade akustiska låtar med många favoriter från sina framgångsrika synthalbum på 80-talet. I samband med turnen, släppte de också skivan 50 med nya låtar.
På Stockholms kulturfestival den 13 augusti 2019 gjorde de en konsert för att det var 50 år sedan månlandningen. Greg FitzPatrick hade arrangerat om deras låt Astronaut och bland annat lagt in autentiska röster från månlandningen.

## Medlemmar
- Tomas Adolphson : Sång, gitarr och mandolin
- Anders Falk : Sång och gitarr
- Greg FitzPatrick: synthesizers.
- Dag "Dagge" Lundquist: Trummor och slagverk

### Nuvarande live-medlemmar
- Tomas Adolphson : Sång, gitarr och mandolin
- Anders Falk : Sång och gitarr
- Dag "Dagge" Lundquist: Violin, trummor och slagverk
- Hans Loelv: Dragspel & keyboard
- Magnus Marcks: Bas
- Greg FitzPatrick Syntar, Trummaskiner (på deras elektroniska konserter) 2018 -

## Diskografi

### Album
- Nattexpressen, 1978
- Med rymden i blodet, 1982
- From Here to Eternity, engelskspråkig version av Med rymden i blodet, 1983
- Över tid och rum, 1984
- I nattens lugn, 1986
- Det svåra valet, 1987
- Indigo, 1990
- 454, eller 4dolph5on:f4lk, 1999
- Vidare, 2006

1. Vidare; 2. Hav; 3. Blinkar blå; 4. Soloviolin; 5. Krafter vi aldrig känner; 6. I nattens lugn; 7. Ifrån; 8. Du låter det ske; 9. 5:e avenyn; 10. Stockholmsserenad; 11. Ljuset på min väg.
- Med rymden i blodet, specialutgåva direktmastrad från originalbanden, 2011
- Ännu vidare, 19 akustiska versioner (spår 1-10 inspelade 2011-2012, spår 11-19 2006), 2013
- Vintertivoli, 2015
- 50, 2018 (Jubileumsalbum, 50 år som band)
- Levande (live), 2022

### Samlingar
- 81–87, 1988
- Samling, 1996
- 101010, 2010

### Singlar
- För ung för att förstå, 1973
- Tillsammans (kan vi nå nånstans), 1979
- Cinema, 1980
- Astronaut, 1981
- Blinkar blå, 1981
- Mer jul / Julen är en härlig tid, 1984
- Nu lever jag igen, 1985
- Ifrån, 1986
- Vänd dig om / B-sida, 1990
- På jakt / För lite disco, 1990
- Ta den kärlek du kan få, 1996
- Julsingel – Mer jul (klassisk version) / Mer jul (jubileumsversion) / Julen är en härlig tid / Mer jul (Eldoradoversion) / Mer jul (sing along-version), 1996
- Färd i ett regn / Chelsea Hotel (hemdemo), 1999
- Medley 99 (radioversion) (Stridsberg radio medley) / Medley 99 (acoustic version) (Stridsberg extended medley), 1999
- Utan ord / Om det bara var så enkelt (hemdemo), 1999
- Hjul snurrar runt / Tidsrymd / En minut, 1999
- Blinkar blå, 2006
- Tyngdlös, 2007
- Fyrisån, 2010
- Gjord för mig, 2010
- Bandy is a Sirius game, 2010
- RUN, RUN, RUN (The Streets Of Stockholm), 2012
- Det handlar om oss, 2013
- Vita nätter, 2014
- Vykort från kontoret, 2014
- Vi är Sirius, 2017
- Just då, 2018
- En väg som leder mig hem, 2018
- (Varför blev jag) Astronaut 2019
- En Lennakatt 2020

### Anders Falk
- & Falk, 1993

### Medverkan på andra skivor
- Eldorado. Stjärnornas musik, 1982
- Eldorado. Äventyret fortsätter..., 1987